# Красный, Фёдор Григорьевич
Фёдор Григо́рьевич Кра́сный (ум. около 1627) — русский дворянин, чарочник (иногда ошибочно — сотник), один из руководителей народного ополчения в Поволжье в Смутное время.
В 1608 году, находясь в чине чарочника, возглавил восстание в Юрьевце. Затем командуя жителями Юрьевца, Гороховца, Луха, Кинешмы, вместе с мещанами Кувшинниковым, Нагавицыным, Деньгиным и крестьянином Лапшой, разбил польско-литовский отряд под Лухой и заставил его бежать в Суздаль. Захватил несколько и русских дворян-изменников, которых отправил в Нижний Новгород, а их дома разорил.
После поражения восстания служил головой и ключником в Нижнем Новгороде. Вместе с дворянином И. Карповым встречал войско Фёдора Шереметева, следовавшее с низовий Волги. За участие в борьбе с Лжедмитрием II был пожалован вотчиной. В 1610 году принес присягу Владиславу, был назначен путным ключником на московский хлебный двор, где и прослужил до освобождения Москвы от поляков. Принял участие в Земском соборе 1613 года, избравшем на царство Михаила Фёдоровича, и поставил свою подпись под «Соборной клятвой».
При династии Романовых продолжил служить при дворе погребным ключником, стряпчим Сытного двора, дьяком Разрядного приказа. В 1618 году участвовал в обороне Москвы от польских войск, состоя при боярине Б. Н. Салтыкове. Имя Фёдора Красного упомянуто в «Списке осадных сидельцев» среди лиц, которым разрешалось перевести свои поместья в вотчины.
30 августа 1619 года жалованной грамотой царя Михаила Фёдоровича ему было пожаловано несколько деревень (в том числе — Ситково) в Ермолине стане Суздальского уезда (сейчас — Родниковский район Ивановской области). Кроме того, владел вотчинами в Московском, Переславль-Залесском и Вологодском уездах.
Фёдор Красный был женат на Матрёне Ивановне, урождённой Нелюбовой, которая и унаследовала его вотчины.
Умер около 1627 года.